# François Migault
François Migault, född 4 december 1944 i Le Mans, död 29 januari 2012, var en  fransk racerförare.

## Racingkarriär
Migault var formel 3- och formel 2-förare i början av 1970-talet. Han debuterade i formel 1 för Connew Racing Team 1972. Migault värvades senare av BRM 1974 och nådde som bäst en fjortondeplats i Frankrike. Säsongen efter körde han ett par lopp för två andra stall, men utan framgång. 
Migault fortsatte sin racingkarriär i sportvagnsracing och deltog i många Le Mans 24-timmarslopp, där han som bäst kom tvåa 1975.

## F1-karriär
| Säsong | Stall/Tillverkare       | Poäng | Placering |
| ------ | ----------------------- | ----- | --------- |
| 1972   | Connew-Ford             | 0     | –         |
| 1974   | BRM                     | 0     | –         |
| 1975   | Hill-Ford Williams-Ford | 0     | –         |